# Bloodstar
Bloodstar ist eine Schweizer Industrial-Metal-Band aus Zürich, die im Jahr 1985 gegründet wurde.

## Geschichte
Die Band wurde im Jahr 1985 gegründet und bestand aus dem Gitarristen und Sänger Rolf Brunner, der Gitarristin und Keyboarderin Micha Pansi, dem Bassisten Roger Baumer sowie dem Percussionisten Roland Eichenberger. In den Jahren 1986 und 1987 veröffentlichte die Band ihre ersten beiden Demos. 1988 nahm die Gruppe ihr selbstbetiteltes Debütalbum auf, das 1989 beim bandeigenen Label Desert Engine Records erschien. Auf dem Album ist unter anderem auch eine Coverversion des Goblin-Liedes L'alba dei morti viventi enthalten. Der Veröffentlichung folgten Auftritte zusammen mit Saint Vitus, Dinosaur Jr., Messiah, Soundgarden und Human Rights, ehe im Winter 1990 die Arbeiten zum zweiten Album begannen. 1991 erschien die Single Exterminator 666 Does Not Answer, ehe 1992 das zweite Album unter dem Namen Anytime – Anywhere beim Label Red Decibel Records erschien. Hierauf ist unter anderem auch eine Coverversion des Suicide-Liedes Ghost Rider enthalten. Baumer verliess im Jahr 2000 die Besetzung, um unter dem Namen Roger Rotor eine Solokarriere zu beginnen. Die Tonträger von Bloodstar wurden im bandeigenen Tonstudio aufgenommen.

## Stil
Laut Matthias Herr's Heavy Metal Lexikon Vol. 2 bieten die beiden ersten Demos der Band „eine abstruse Mischung aus Rückkopplungsgejaul, elektronischen Effekten und einem chaotisch-aggressiven Soundmix düsteren Zuschnitts“. Zum Debütalbum habe er die Beschreibung „Post Nuclear Industrial Metal“ irgendwo gelesen, die er als passend empfand. Die Band selbst sehe sich im Bereich des Progressive Metal. Dies bestätige auch die Fachpresse, die jedoch sage, dass die Band nicht wie etwa Celtic Frost sei, sondern eher wie Speed Metal vermischt mit Techno und Industrial. Unterlegt werde die Musik von einem permanenten Doublebass, der durch einen Drumcomputer erzeugt werde. Laut Michael Sutton von Allmusic kombiniert die Band Techno-Rhythmen mit elektronischen Experimenten und Heavy Metal. Sie sei dadurch mit Bands wie Nine Inch Nails und Ministry vergleichbar. Die Band sollte aufgrund ihres frühen Gründungsdatums als ebenbürtig zu diesen Gruppen und nicht als Imitatoren gesehen werden. Zu den Einflüssen zähle unter anderem auch die Band Suicide. Lars Brinkmann (Spex) machte in den Texten eine „entsetzlich weinerliche Düsternis“ aus und erwähnte die wiederkehrenden musikalischen Vergleiche mit Ministry und Godflesh. Im Interview mit Robert Müller vom Metal Hammer gab Roger Baumer an, dass die Grundlage für die Lieder der Metal ist. Im sei es jedoch egal, ob man die Musik von Bloodstar nun als Techno oder Metal bezeichnen solle. Müllers Zuordnung zum Industrial Metal empfand Baumer als unpassend, da Industrial Metal für ihn Musik wie von Ministry sei, mit denen sie, bis auf die Instrumentierung, fast nichts gemeinsam hätten. Laut Müller zitiere sich die Band durch die Cyberpunk-Welt durch „Wale, Suicide-Coverversionen, Morricone-Riffs und ein ölverschmiertes Pathos, das Ministrys ,Psalm 69 zur Altenheims-Seelsorge relativiert“. Eine Ausgabe zuvor hatte Müller Anytime – Anywhere rezensiert. Die Plattenfirma drücke der Band gerne den Industrial-Metal-Stempel auf, jedoch bastele Bloodstar an einem eigenen Klanguniversum. Die Lieder würden sich „um unerschütterliche, chromglänzende Rhythmen monströse, aber sezierend klar strukturierte Riffs [aufbauen]“ und „polstern das Ganze noch mit glutvollen Keyboards aus“. Jon Kristiansen beschrieb die Musik der Band als Death Metal vergleichbar mit der Musik von Bathory. Der Gesang klinge wie der von Quorthon auf dem Album Hammerheart.

## Diskografie
- 1989: Bloodstar (Album, Desert Engine Records)
- 1991: Exterminator 666 Does Not Answer / Hyperspace (Single, Red Decibel)
- 1992: Anytime – Anywhere (Album, Red Decibel)
- 1999: Back from Hell (EP, Desert Engine Records)